# Північний Кувейт – Міна-аль-Ахмаді
Північний Кувейт — Міна-аль-Ахмаді — трубопровідна система, яка забезпечує подачу сировини з північних кувейтських родовищ до газопереробного заводу Міна-аль-Ахмаді.
З 1978 року почав роботу ГПЗ Міна-аль-Ахмаді, котрий первісно живився від розташованого поруч супергігантського нафтового родовища Бурган (друге за розміром у світі). Втім, вже у другій половині наступного десятиліття почали роботи над газопроводом, котрий мав подавати асоційований газ з півночі країни (ще з 1950-х тут вели видобуток нафти, зокрема, із гігантських родовищ Раудатайн та Сабрія). Цей введений в дію на початку 1990-х об'єкт мав назву Стратегічний газопровід та був виконаний в діаметрі 750 мм. При цьому у вихідному районі Стратегічного газопроводу з'явилась 130-та Компресорна станція (BS-130).
Влітку 2002 року потужний вибух зруйнував BS-130, що загрожувало втратами газу. Для зменшення негативних наслідків терміново спорудили подвійну перемичку в діаметрі 300 мм між Стратегічним газопроводом та розташованими на Бургані 140-ю та 150-ю компресорними станціями (BS-140 та BS-150), котрі стали забезпечувати підкачку ресурсу до ГПЗ.
У 2006 році на півночі Кувейту відкрили Юрські родовища вільного (неасоційованого) природного газу. Їх розробка могла надати ресурс, котрий би вивільнив додаткові об'єми нафти для експорту, крім того, розробка цих покладів ніяк не залежала від коливання видобутку нафти відповідно до рішень ОПЕК. Кілька років транспортування першої продукції Юрських родовищ відбувалось через наявні потужності, проте, з огляду на плани його стрімкого нарощування, у 2011 році ввели другий газопровід до Міна-аль-Ахмаді. Він починається від 131-ї Компресорної станції (BS-131, споруджена у 2004-му на заміну BS-130), має довжину 141 км та виконаний у діаметрі 1000 мм. У межах проєкту також спорудили 132-гу Компресорну станцію (BS-132), котра працює в тандемі із попередньою.
Окрім продукції з юрських покладів, трубопровід також призначався для транспортування асоційованого газу нафтових родовищ Ратка та Абдал, котрі мали давати 2,6 млн м3 на добу. Що стосується вільного газу, то його видобуток стартував у 2008 році на рівні 4 млн м3 на добу і лише у 2018-му стала до ладу перша основна установка, котра давала змогу збільшити цей показник до 14 млн м3 на добу.
Зростаючий попит на блакитне паливо (з 2013-го Кувейт розпочав подачу газу на всі свої головні ТЕС) та плани подальшого збільшення видобутку з Юрських родовищ призвели до рішення спорудити ще один газопровід з півночі країни до ГПЗ Міна-аль-Ахмаді, який повинен мати довжину 145 км та діаметр 1200 мм. На початку 2019 року переможцем тендеру визнали індійську компанію Larsen & Toubro, котра мала завершити роботи за 40 місяців.